# 포항시·울릉군
포항시·울릉군은 대한민국의 옛 국회의원 선거구이다. 당시 경상북도 포항시, 울릉군 지역을 관할했다.

## 역사
제8대 국회의원 선거를 앞두고 포항시·영일군·울릉군 선거구에서 분리되면서 신설되었다.
제9대 국회의원 선거를 앞두고 영일군 선거구, 영천군 선거구와 통합되어 포항시·영일군·울릉군·영천군 선거구를 이루게 됨에 따라 폐지되었다.

## 역대 국회의원
| 선거   | 정당 | 정당       | 의원   |
| ------ | ---- | ---------- | ------ |
| 1971년 |      | 민주공화당 | 김병윤 |

## 역대 선거 결과

### 대한민국 제8대 국회의원 선거
|  | 61.08% |

|  | 36.13% |

|  | 2.78% |